# Bert Schneider (coureur)
Bert "Bertie" Schneider was een Oostenrijks motorcoureur.

## Carrière
Hij debuteerde in het wereldkampioenschap wegrace in het seizoen 1960 in de TT van Assen, waar hij in twee klassen startte, maar geen punten scoorde.

### 1961
Zijn eerste WK-punten scoorde hij in de Grand Prix van de DDR van 1961, waar hij in de 350cc-klasse zesde werd en in de 500cc-klasse verrassend derde werd. Hij scoorde ook nog punten in de Grand Prix des Nations en de Grand Prix van Zweden, waardoor hij het seizoen als zesde in de 500cc-klasse afsloot. Hij werd in dit jaar ook 500cc-kampioen van Oostenrijk. 

### 1962
In het seizoen 1962 scoorde hij zijn enige punten in de TT van Man met een vierde plaats in de Senior TT. In de Grand Prix van de DDR werd hij weer derde en met punten uit de TT van Assen en de GP des Nations sloot hij het seizoen als vierde in de 500cc-klasse af. In een poging het gevecht om de derde plaats in het WK van Phil Read te winnen reisde hij als een van de weinige privérijders af naar de Grand Prix van Argentinië, maar hij viel daar uit. 

### 1963
Zijn goede resultaten als privérijder bezorgden hem in het seizoen 1963 een plaats in het fabrieksteam van Suzuki, waar hij samen met Hugh Anderson, Ernst Degner, Michio Ichino, Mitsuo Itoh, Isao Morishita en Frank Perris aantrad in de 125cc-klasse. Het team stuurde hem alleen met Anderson naar de Spaanse GP, waar hij slechts zevende werd terwijl Anderson uitviel. In de TT van Man had hij een eenmalig optreden met de 50cc-Suzuki RM 63, maar hij viel daarmee uit. In de TT van Assen reed hij de snelste ronde, maar hij finishte slechts als vierde. In de Belgische Grand Prix reed Degner de snelste ronde, maar hij viel uit, waardoor Bert Schneider zijn enige WK-overwinning boekte. In de Ulster Grand Prix reed hij ook de snelste ronde, maar hij werd tweede voor Andersons concurrent Luigi Taveri (Honda. In de GP van de DDR werd hij derde, maar hij werd, toen de wereldtitel voor Hugh Anderson eenmaal zeker was, niet meer ingezet. Hij eindigde het seizoen als vijfde in de 125cc-klasse.

### 1964
In het seizoen 1964 bleef hij in dienst van Suzuki. Samen met Anderson, Itoh, Morishita en Perris ging hij naar de Grand Prix van de USA. Hij werd derde in de 125cc-race, maar in de 250cc-race, waar hij zou aantreden met de weinig succesvolle Suzuki RZ 64, liet Suzuki haar rijders niet starten uit protest na een ongeval. Dat deden de teams van Yamaha en Benelli overigens ook. Met de nieuwe Suzuki RZ 65 scoorde hij het beste resultaat met een derde plaats in de GP van Frankrijk. In de 125cc-TT van Assen werd hij beste Suzuki-rijder met een vierde plaats en hetzelfde gebeurde in de Duitse Grand Prix, waar Anderson door een blessure niet kon starten. Hij sloot het seizoen af als vierde in de 125cc-klasse.
Na het seizoen 1964 beëindigde Bert Schneider zijn carrière.

## Wereldkampioenschap wegrace resultaten
(Races in cursief geven de snelste ronde aan, punten (tussen haakjes) zijn inclusief streepresultaten)
| Jaar | Klasse | Team   | Motorfiets         | 1       | 2     | 3       | 4       | 5       | 6     | 7       | 8     | 9      | 10    | 11      | 12    | Punten  | Plaats | Overwinningen |                                                   | Wereldkampioen |
| ---- | ------ | ------ | ------------------ | ------- | ----- | ------- | ------- | ------- | ----- | ------- | ----- | ------ | ----- | ------- | ----- | ------- | ------ | ------------- | ------------------------------------------------- | -------------- |
| 1960 | 125 cc | Privé  | Rumi               |         | IOM - | NED -   | BEL -   |         | ULS - | NAT 18  |       |        |       |         |       | 0       | -      | 0             | Carlo Ubbiali, MV Agusta 125 Bialbero             |                |
| 1960 | 350 cc | Privé  | Norton 40M         | FRA -   | IOM - | NED 12  |         |         | ULS - | NAT -   |       |        |       |         |       | 0       | -      | 0             | John Surtees, MV Agusta 350 4C                    |                |
| 1960 | 500 cc | Privé  | Norton 30M         | FRA -   | IOM - | NED DNF | BEL 9   | DUI 9   | ULS - | NAT -   |       |        |       |         |       | 0       | -      | 0             | John Surtees, MV Agusta 500 4C                    |                |
| 1961 | 125 cc | Privé  | Rumi               | SPA -   | DUI - | FRA -   | IOM -   | NED -   | BEL - | DDR -   | ULS - | NAT 13 | ZWE - | ARG -   |       | 0       | -      | 0             | Tom Phillis, Honda 2RC 143/RC 144                 |                |
| 1961 | 350 cc | Privé  | Norton 40M         |         | DUI - |         | IOM 19  | NED -   |       | DDR 6   | ULS - | NAT -  | ZWE - |         |       | 1       | 19e    | 0             | Gary Hocking, MV Agusta 350 4C / MV Privat 350 4C |                |
| 1961 | 500 cc | Privé  | Norton 30M         |         | DUI - | FRA -   | IOM 18  | NED DNF | BEL - | DDR 3   | ULS - | NAT 5  | ZWE 4 | ARG -   |       | 9       | 6e     | 0             | Gary Hocking, MV Agusta 500 4C / MV Privat 500 4C |                |
| 1962 | 350 cc | Privé  | Norton 40M         |         |       | IOM 14  | NED -   |         |       | ULS -   | DDR - | NAT -  | FIN - |         |       | 0       | -      | 0             | Jim Redman, Honda RC 163                          |                |
| 1962 | 500 cc | Privé  | Norton 30M         |         |       | IOM 4   | NED 5   | BEL DNF |       | ULS DNF | DDR 3 | NAT 6  | FIN - | ARG DNF |       | 10      | 4e     | 0             | Mike Hailwood, MV Agusta 500 4C                   |                |
| 1963 | 50 cc  | Suzuki | Suzuki RM 63       | SPA -   | DUI - | FRA -   | IOM DNF | NED -   | BEL - |         | DDR - | FIN -  |       | ARG -   | JAP - | 0       | -      | 0             | Hugh Anderson, Suzuki RM 63                       |                |
| 1963 | 125 cc | Suzuki | Suzuki RT 63       | SPA 7   | DUI - | FRA -   | IOM 5   | NED 4   | BEL 1 | ULS 2   | DDR 3 | FIN -  | NAT - | ARG -   | JAP - | 23      | 5e     | 1             | Hugh Anderson, Suzuki RT 63                       |                |
| 1964 | 125 cc | Suzuki | Suzuki RT 64       | VST 3   | SPA 4 | FRA 2   | IOM DNF | NED 4   |       | DUI 4   | DDR - | ULS 5  | FIN 4 | NAT -   | JAP - | 22 (24) | 4e     | 0             | Luigi Taveri, Honda 2RC 146                       |                |
| 1964 | 250 cc | Suzuki | Suzuki RZ 64/RZ 65 | VST DNS | SPA 8 | FRA 3   | IOM DNF | NED -   | BEL - | DUI -   | DDR - | ULS 6  |       | NAT -   | JAP - | 5       | 13e    | 0             | Phil Read, Yamaha RD 56                           |                |